# American Psycho 2
American Psycho 2 (2002) es una película estadounidense dirigida por Morgan J. Freeman y protagonizada por Mila Kunis. 
Secuela de American Psycho (2000), la película fue criticada como «una de las peores secuelas de todos los tiempos». En una proyección especial en Los Ángeles, muchos de los asistentes salieron de la sala tras ver la primera escena.

## Sinopsis
Rachel Newman (Mila Kunis) es una estudiante y asesina en serie que acaba con la vida de todos aquellos que se interponen entre ella y el éxito.

## Crítica
La película se ha situado como una de las peores continuaciones de la historia, debido a un guion que no ha sabido narrar con exactitud una historia cuyo argumento resultaba deplorable para varios críticos estadounidenses: Muertes previsibles, típico reflejo de la adolescencia y el asesinato de un legado que podría haber evitado esta segunda parte y por lo mismo la protagonista se convirtió en gerontofílica.[cita requerida].